# Pierre Alphonse
Pierre Alphonse (latin Petrus Alfonsi, espagnol Pedro Alfonso, né Moshé Sephardi en 1062 à Huesca, en Aragon, et mort vers 1140 en France) était un médecin espagnol, grand connaisseur de l’islam et auteur de plusieurs textes, dont le célèbre Disciplina Clericalis (en).

## Biographie

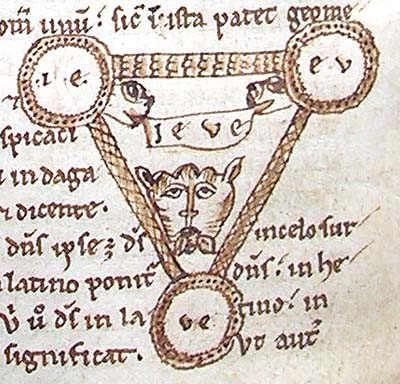
Trétragramme tiré du Dialogus contra iudaeos publié en 1109

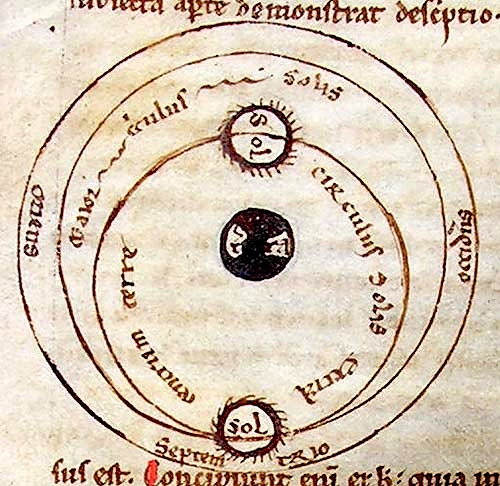
Système solaire tiré du Dialogus contra iudaeos

Pierre Alphonse, est né sous le nom de Moïse Sephardi à Huesca, en Aragon en 1062 dans une famille juive. Ses intérêts sont diverses : astronomie, médecine, théologie et littérature. 
En 1106, le jour de la fête de Saint Pierre, il se convertit au christianisme et adopte le nom de Pierre Alphonse, le deuxième patronyme étant choisi en l'honneur de son parrain et protecteur, le roi Alphonse Ier, qui le prend comme médecin de cour. Cette conversion sera suivie par la publication d’un dialogue contre les Juifs et les musulmans, intitulé Dialogus contra iudaeos. Plusieurs théologiens ont fait l’apologie de ce texte, dont Raimond Martin, célèbre inquisiteur et auteur du texte antisémitique Pugio fidei en 1278. 
Pierre Alphonse émigre bientôt en Angleterre, où il étudie les systèmes de comput astronomiques arabes, en tant que pupille du prieur du monastère de Malvern. Il s'installe ensuite en France où il meurt, aux alentours de 1140 (la date précise est inconnue).

## Disciplina Clericalis
Son œuvre majeure, à laquelle il doit sa notoriété, est un recueil de nouvelles, intitulé Disciplina Clericalis (en) où il a traduit (et adapté) des fables morales depuis l’arabe, l’ancien perse et l’hindî. Cet ouvrage est le premier recueil de nouvelles en langue latine. Il nous reste deux versions du début du XIIIe siècle de la Disciplina Clericalis, l’une normande et l’autre anglo-normande. Le texte est traduit en espagnol, allemand et français. Il met en scène le dernier dialogue d’un Arabe et de son fils. Le père donne son dernier enseignement sous forme de contes et de fables, avec une nette connotation morale.
Deux principales traductions françaises ont été réalisées d’après ce texte. La première, en vers, Chastoiement d’un père à son fils, abrège le commentaire moral pour amplifier la partie narrative et les descriptions colorées d’un orient folklorique, ajoutant des dialogues et des détails pittoresques. La deuxième traduction, en prose, date du XIVe siècle et est beaucoup plus fidèle au texte latin. Elle est intitulée Discipline du Clergé et a été traduit en occitan (en Gascogne), au XVe siècle. 
Le succès de la Disciplina Clericalis a été considérable dans toute l’Europe. Elle a fourni pour les conteurs et écrivains du Moyen Âge et de la Renaissance une formidable source d’inspiration, notamment pour la rédaction de fabliaux et nouvelles. De plus, bien des prédicateurs et moralistes s’inspirent de la Disciplina pour en tirer des exempla. Un passage (XXVII. Exemplum de Maimundo servo) constitue même une lointaine source pour la chanson popularisée au XXe siècle par Ray Ventura, Tout va très bien madame la marquise, le thème ayant depuis lors circulé dans toute l'Europe.

#### Œuvres
- Petri Alfonsi Dialogus. Kritische Edition mit deutscher Übersetzung. Carmen Cardelle de Hartmann, Darko Senekovic, Thomas Ziegler (édition), Peter Stotz (traduction), Firenze : SISMEL - Edizioni del Galluzzo 2018.  (ISBN 978-88-8450-861-4)
- Disciplina clericalis, édi. et trad. Jacqueline-Lise Genot-Bismuth : La discipline de clergie. Disciplina clericalis, Pierre Téqui éditeur, 2001, 496 p. Sapienza orientale e scuola delle novelle (peu après 1106), C. Leone, éd., présentation de L. Minervini, Roma, Salerno Editrice, 2010,  (ISBN 978-88-8402-689-7).
- Dialogus contra judeos, édi. K.-P. Mieth, trad. esp. E. Ducay, Diálogo contra los judios, Huesca, 1996.

#### Études
- Zink, M., Hasenohr, G., Dictionnaire des lettres françaises. Le Moyen Âge, Remise à jour de l'ouvrage du même titre par R. Bossuat, L. Pichard et G. Raynaud de Lage, Paris, Fayard, 1964 et, pour la présente éd., Paris, Fayard, coll. La Pochothèque, 1992.
- Jacqueline-Lise Genot-Bismuth, La Discipline de clergie = Disciplina clericalis / Moïse le Séfarade alias Pierre Alphonse, texte latin et traduction en français, Saint-Pétersbourg, Éd. Evropeiski Dom, 2001.
- N. Höhl, « Petrus Alfonsi », Lexikon des Mittelalters, Band 6 (2002) / Sp. 1960 f.
- J. Tolan, Petrus Alfonsi and His Medieval Readers, Gainesville, University Press of Florida, 1993,  (ISBN 0813012384).
- Cristiano Leone, Alphunsus de Arabicis eventibus. Studio ed edizione critica, Roma, Accademia Nazionale dei Lincei, 2011 (Atti della Accademia Nazionale dei Lincei. Anno CDVIII -Classe di Scienze morali, storiche e filologiche. Memorie. Serie IX, vol. XXVIII, fasc. 2).  (ISBN 978-8-82181-039-8),  (ISSN 0391-8149).